# Walter von Rummel
Walter Freiherr von Rummel (* 15. April 1873 in Nürnberg; † 3. Oktober 1953 in München) war ein deutscher Romancier, der von Januar 1916 bis Januar 1917, während des Ersten Weltkrieges Verbindungsoffizier des Pressereferates im Bayerischen Kriegsministerium beim Kriegspresseamt in Berlin war.

## Werdegang
Walter von Rummel erwarb die Hochschulreife 1892 am Wilhelmsgymnasium München, studierte Rechtswissenschaft in München, Erlangen, Genf sowie Berlin und wurde Rechtsanwalt.
Vom 20. Dezember 1915 bis 15. Januar 1919 war er Presseoffizier im Bayerischen Kriegsministerium.
Während im übrigen Deutschen Reich die Zensur während des Ersten Weltkrieges auf dem preußischen Gesetz über den Belagerungszustand basierte, wurde in Bayern nach dem bayerischen Kriegszustandsgesetz Artikel 4 Ziffer 2 zensiert. Praktisch apportierte das Pressereferat des Bayerischen Kriegsministerium die Zensurrichtlinien aus Berlin für Bayern. Formal war es eine Behörde der bayerischen Regierung. Entsprechend der Selbstwahrnehmung des Bayerischen Kriegsministeriums wäre sein Verbindungsoffizier beim Leiter des Kriegspresseamtes Erhard Deutelmoser akkreditiert gewesen. Das Selbstverständnis des Berliner Kriegspresseamtes wies ihm eine marionettenhafte Funktion beim Leiter der Oberzensurstelle Alfred von Olberg zu.
Von Olberg brachte seine abschätzende Auffassung zur Stellung Rummels zum Ausdruck, indem er ihn bei den Pressebesprechungen vor den versammelten Pressevertretern in barschem Ton zu untergeordneten Dienstleistungen, wie zum Herbeiholen von Aktenstücken, befahl.

## Freigabe der Kriegszieldiskussion
Auf einer am 26. November 1916 einberufenen Pressebesprechung unterrichtete das Kriegspresseamt Pressereferenten, Stabschefs und Vertreter der Presse von einer am Vortag beschlossenen beschränkten Freigabe der Kriegszieldiskussion.
Walter von Rummel nutzte das Forum und referierte den Standpunkt des Bayerischen Kriegsministerium über die Vorzüge einer unbeschränkten Freigabe der Kriegszieldiskussion. Effekt hätte das Referat gehabt, wenn die anwesenden Journalisten hätten schreiben dürfen was sie hörten.
Das Verhalten des Bayerischen Kriegsministeriums anlässlich der Pressebesprechung zur Freigabe der Kriegszieldiskussion veranlasste den Leiter des Kriegspresseamtes den Freiherren von Rummel darauf hinzuweisen, dass, wenn er im Auftrag des Bayerischen Kriegsministeriums zu sprechen beabsichtige, er den Inhalt seiner Erklärung zunächst dem Leiter des Kriegspresseamtes zur Genehmigung vorzulegen habe. Das Kriegsministerium in München war nun nicht bereit, eine derartige Einschränkung seines Vertreters in Berlin zu akzeptieren.

## Schriftstellerisches Werk
- von Rummel debütierte 1900 mit Glücksmärchen
- Von 1914 bis 1915 schrieb er ein Kriegstagebuch Das erste Jahr, 1916.
- Als freier Schriftsteller und Journalist schrieb er in der Zwischenkriegszeit Reiseberichte.
- Romane: Der Reiter und die Frau 1922 und Vor tausend und einem Jahr 1933[4]